# Forrest Edward Mars, Jr.
Forrest Edward Mars, Jr., né le 16 août 1931 à Oak Park (Illinois) et mort le 26 juillet 2016 à Seattle (État de Washington), est le fils de Forrest Edward Mars, Sr. et le petit-fils de Frank C. Mars, fondateurs du groupe américain agro-alimentaire Mars Incorporated.

## Biographie
Selon le magazine américain Forbes, Forrest Edward Mars, Jr. occupe en mars 2016 le 27e rang des plus grandes richesses du monde avec 23,4 milliards de US$. Toujours selon Forbes , il était 19e en 2007 et 16e en 2015 pour les États-Unis[réf. nécessaire].